# Moiré (textiel)

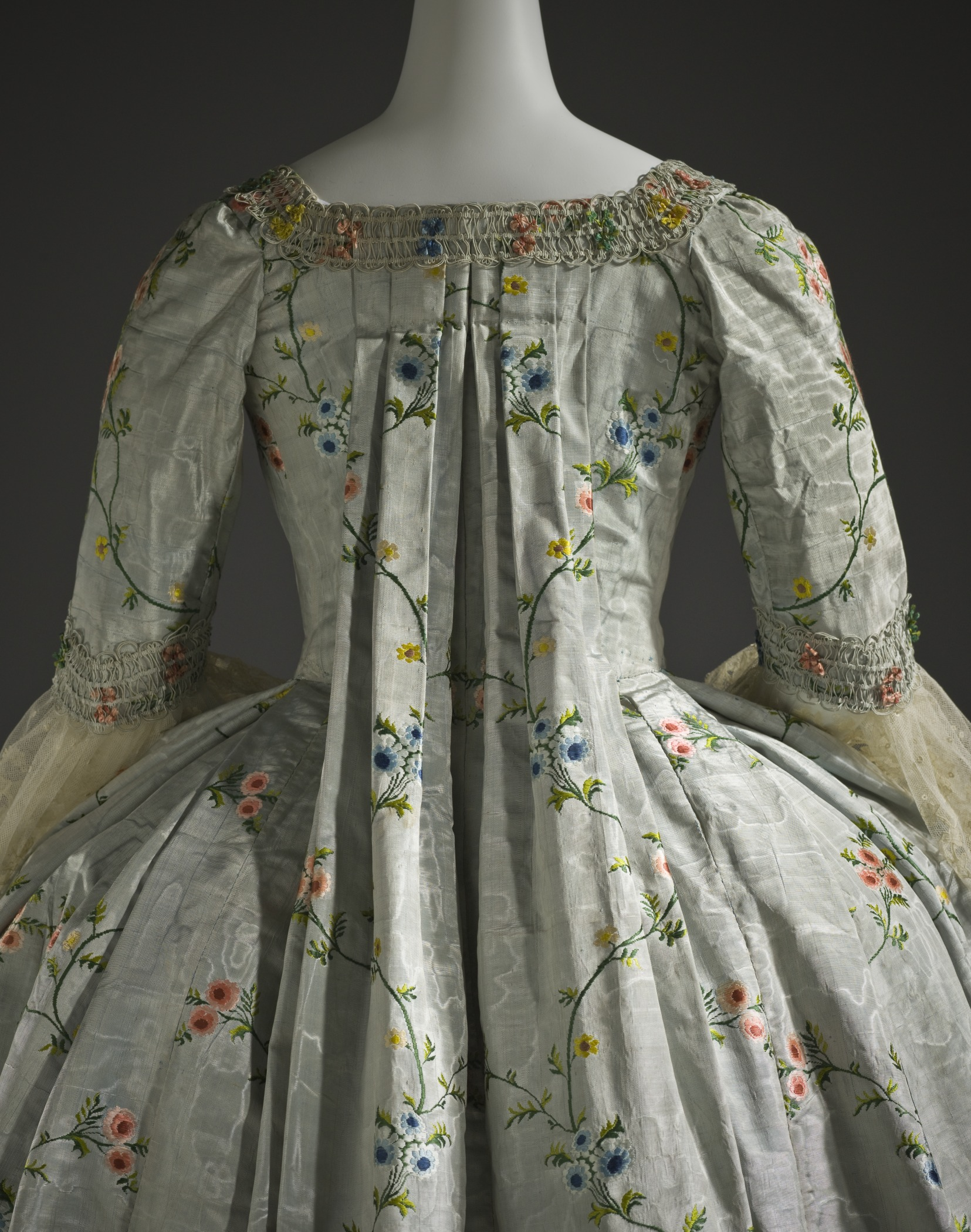
Damesjurk van witte moiré, circa 1775.

Moiré is een weefsel waarvan de structuur door persen plaatselijk is vervormd. Hierdoor wordt het licht in verschillende richtingen weerkaatst en ontstaat een gevlamd of gegolfd effect. Moiré wordt ook wel moor, tabijn of gewaterde zijde genoemd.

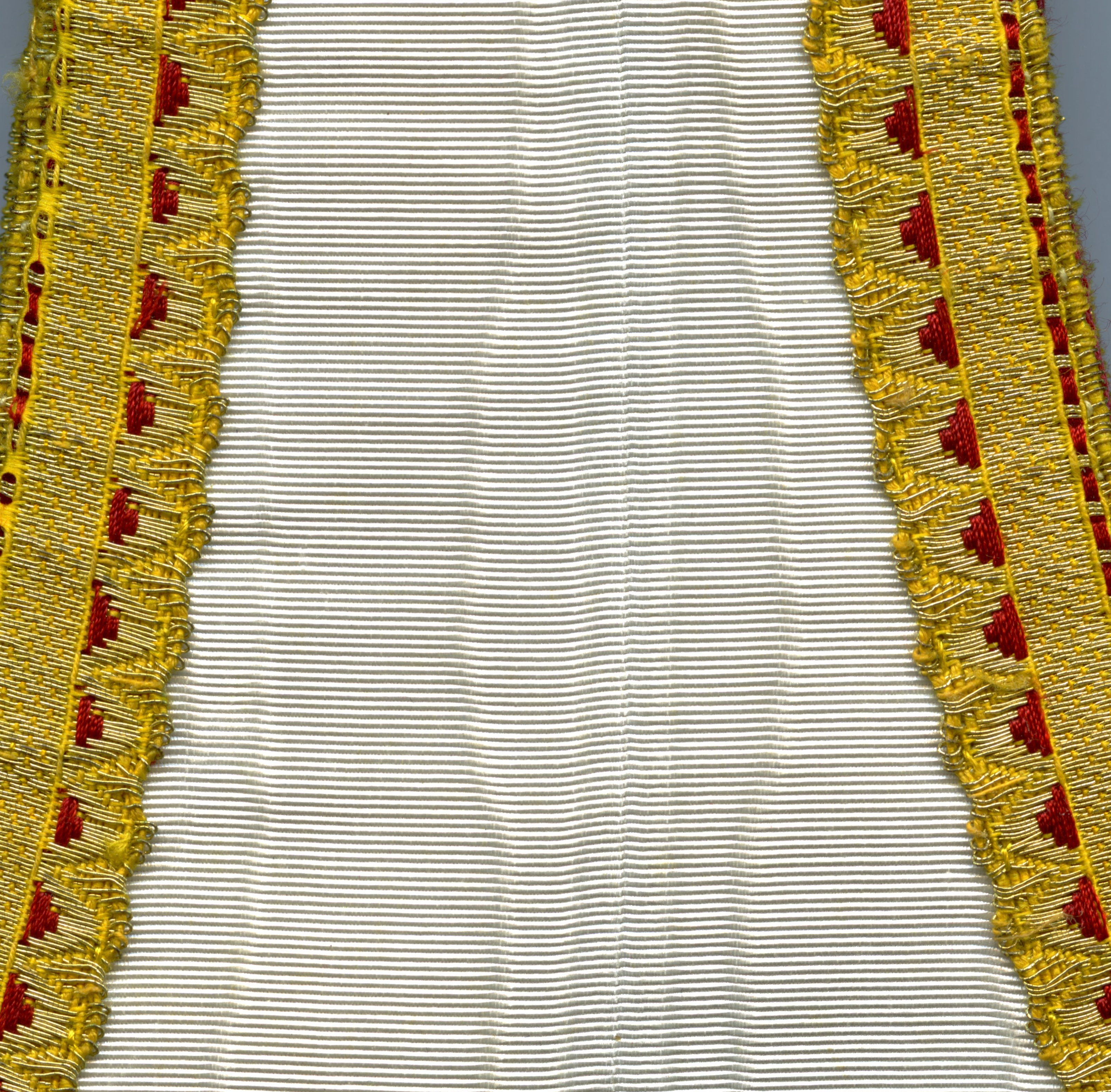
Rips met echt moiré. In het midden is een vouw zichtbaar, veroorzaakt door het dubbelvouwen van de stof voorafgaand aan het walsen.

Echt moiré of ‘moiré antique’ wordt verkregen door in de lengte dubbelgevouwen stof, met de goede kant naar binnen en de zelfkanten samengenaaid, te bevochtigen en door kalanderwalsen te voeren. Door de sterke druk wordt het weefsel plaatselijk geplet en schuift de inslag enigszins op, waardoor verschillen in reflectie ontstaan, in een onregelmatig, gegolfd patroon. 

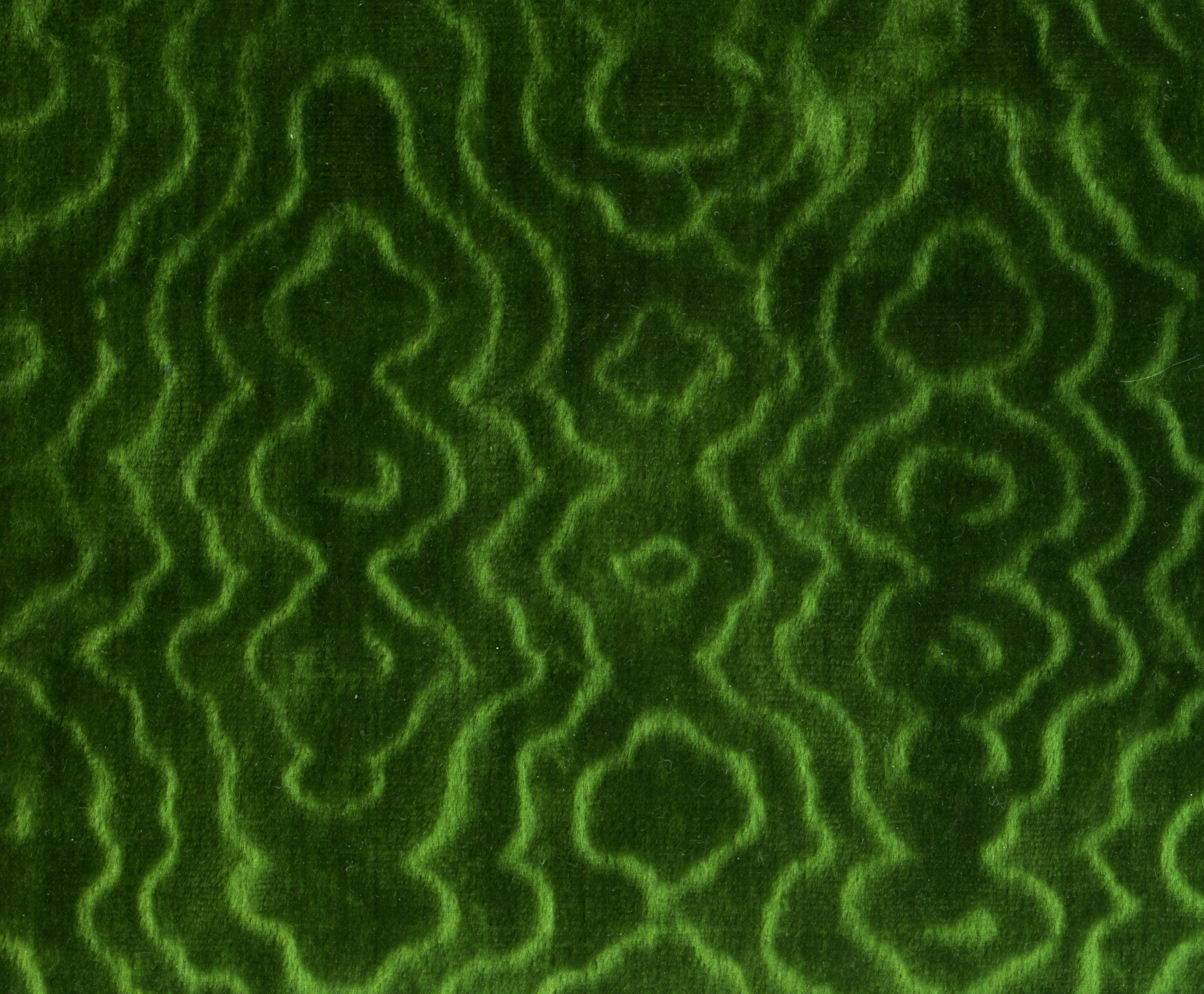
Fluweel met ingeperst moiré-patroon.

Bij onecht moiré wordt de stof gevoerd door een kalander met gladde, gepolijste walsen waarin een moirépatroon is gegraveerd of in reliëf is aangebracht. Het dessin wordt hiermee in het weefsel geperst. Bij de eerste methode wordt over de gehele stof een onregelmatig effect verkregen. Bij de tweede methode herhaalt het patroon zich bij elke omwenteling van de wals. 
Moiré is vrijwel altijd vervaardigd uit zijde, maar kan ook uitgevoerd worden in wol, katoen of rayon. Het moiré-effect komt het beste tot uiting in stoffen met een duidelijke structuur als rips, met name gros grain. Bij taf werkt het ook goed. 